# Riguala
Riguala (aragonesisch Riuala) ist ein Ort der spanischen Gemeinde Isábena in der Provinz Huesca in Aragonien. Der Ort befindet sich östlich von Serraduy.

## Geschichte
Im Jahr 1977 wurde die selbständige Gemeinde Serraduy mit La Vileta und Riguala in die 1964 gebildete Gemeinde Isábena eingegliedert.